# François de Bertier
François de Bertier, né vers 1657 et mort le 2 septembre 1723, inhumé à Toulouse le 3 septembre 1723 au cloître des Bénédictins à La Daurade, est une personnalité française des XVIIe et XVIIIe siècles,.

## Biographie
François de Bertier est issu d’une importante famille de parlementaires toulousains. Son grand-père, Jean de Bertier (1576-1653) a été reçu président à mortier le 26 novembre 1611, puis premier président au parlement de Toulouse le 19 juin 1632. Il est le deuxième enfant de Jean-François de Bertier, baron de Montrabé et de Belpuech, (mort en 1689), reçu conseiller au parlement de Toulouse le 28 avril 1641, et d'Antoinette de Flory. Son oncle Antoine-François de Bertier (1631-1705) est évêque de Rieux de 1662 à 1705. Son frère, David Nicolas de Bertier (1652-1719), est évêque de Blois de 1693 à 1719.
Il est chevalier et seigneur de Saint-Geniez, mainteneur de l'Académie des Jeux floraux et premier président du parlement de Pau (1703), puis de Toulouse (1710).

### Famille
De son mariage avec Marie de Catellan (morte en 1736), naissent trois filles : 
- Jeanne-Marie de Bertier (née en 1685) ;
- Antoinette de Bertier (née en 1687) ;
- Catherine-Thomas de Bertier (née en 1696) qui épouse Louis de Fumel (1683-1749) : ils ont sept enfants, dont Jean-Félix-Henri de Fumel (1717-1790), évêque de Lodève ; Joseph de Fumel (1720-1794), maire de Bordeaux en 1790-1791.